# Lark (rivière)
 (août 2016).
Si vous disposez d'ouvrages ou d'articles de référence ou si vous connaissez des sites web de qualité traitant du thème abordé ici, merci de compléter l'article en donnant les références utiles à sa vérifiabilité et en les liant à la section « Notes et références ».
Pour les articles homonymes, voir Lark.
La Lark est une rivière d'Angleterre et un affluent du fleuve la Great Ouse. 

## Géographie
Longue de 50 km, elle traverse les comtés du Suffolk et du Cambridgeshire. Elle prend sa source à Bradfield Combust (en) et traverse les localités de Bury St Edmunds, Mildenhall et Prickwillow (en) avant de se jeter dans la Great Ouse près de Littleport (en).